# Tineovertex melanochrysa
Tineovertex melanochrysa is een vlinder uit de familie van de echte motten (Tineidae). De wetenschappelijke naam van de soort werd als Tinea melanochrysa in 1911 gepubliceerd door Edward Meyrick.